# ماركوس ريتز
ماركوس ريتز (Markus Raetz ولد في 6 يونيو 1941) هو رسام ونحات سويسري.
ولد ماركوس ريتز في بورن آن دير إيره قرب برن، وحصل على تعليمه في مجال التربية ودرّس في المدارس الابتدائية حتى عام 1963 عندما شرع في امتهان الفن في كل من برن، أمستردام، كارونا (تيتشينو) وبرلين. تزوج من مونيكا مولر في عام 1970،  وأنجب منها ابنته إيميه.
منذ الستينيات، أنتج ريتز العديد من الأعمال، بما في ذلك أكثر من 30,000 من الرسومات. ركز عمله على الرسومات واللوحات في الستينيات والسبعينيات، ثم انتقل إلى المنحوتات في الثمانينيات والتسعينيات، بدءا من منحوتة «دير كوبف» (Der Kopf) في حديقة مريان في بازل (1984). وكان الموضوع الأساسي في عمله هو طبيعة الإدراك الحسي. لا تركز أعماله على ما تصوره، بل على كيفية رؤيتها. غالبا ما تتطلب أعماله التفاعل من قبل المشاهد، ولا يمكن أن تفهم إلا بالنظر إليها في الحركة أو من زوايا مختلفة.
عرض ريتز أعماله في العديد من المعارض الدولية، بما في ذلك في دوكومنتا 4 و5 و7. بعض المتاحف التي تعرض أعماله هي متحف الفن الحديث في نيويورك، شاولاغر في بازل، متحف الفن الحديث في فرانكفورت، متحف الفن في بازل ومتحف الفن في برن. من الجوائز التي حصل عليها جائزة ميريت أوبنهاتم في 2006 وجائزة غيرهارد ألتنبورغ في عام 2004.